# Dinas Head
Dinas Head är en udde i Storbritannien.   Den ligger i riksdelen Wales, i den södra delen av landet, 300 km väster om huvudstaden London.
Terrängen inåt land är platt åt sydväst, men åt sydost är den kuperad. Havet är nära Dinas Head åt nordväst. Runt Dinas Head är det ganska tätbefolkat, med 70 invånare per kvadratkilometer. Närmaste större samhälle är Fishguard, 6,8 km sydväst om Dinas Head. Trakten runt Dinas Head består i huvudsak av gräsmarker.